# Drémil-Lafage
Drémil-Lafage település Franciaországban, Haute-Garonne megyében. Lakosainak száma 2622 fő (2022. január 1.). Drémil-Lafage Lavalette, Aigrefeuille, Flourens, Gauré, Mons, Quint-Fonsegrives, Sainte-Foy-d’Aigrefeuille, Saint-Pierre-de-Lages és Vallesvilles községekkel határos.

## Népesség
A település népességének változása:
| Lakosok száma | 412  | 925  | 2007 | 2591 | 2477 | 2627 | 2652 | 2649 | 2649 | 2622 |
|               | 1968 | 1982 | 1990 | 2006 | 2013 | 2015 | 2017 | 2019 | 2020 | 2022 |